# Маріягільф (Коломия)
Мар'янівка, рідше Маріягільф, або Марґільф (нім. Mariahilf, пол. Marjówka) — найстаріша німецька колонія в Коломиї, заснована 1811 року в Королівстві Галичини та Володимирії — провінції Австрійської імперії; нині — район у західній частині Коломиї поблизу Раківчика.
У 1919—1945 рр. відома також під польською назвою «Мар'ювка».

## Передісторія
На думку історика Івана Монолатія, перші німці в Коломиї з’явилися у Х-ХІ століттях. Галицькі князі запрошували на свої землі німецьких ремісників і купців. Після монголо-татарської навали королі Русі почали ще активніше заселяти спустілі простори вихідцями з-над Рейну. 1362 року Коломия отримала магдебурзьке право, що дало поштовх до розвитку міста. Німецькі прибульці здебільшого були купцями, зброярами, найманцями-рейтарами, гармашами, каменярами тощо. 1405 року німець Ніколаус Фрейстетер став спадковим коломийським старостою. Проте попри привілейованість німців у середньовічній Коломиї було небагато. Все змінило входження Коломиї до складу Габсбурзької монархії. У той час на території міста з'явилося шість німецьких колоній: Маріягільф (1811), Баґінсберґ (1818), Славці (1833), Вінцентівка (1833), Розенгек (1866) і Флеберґ (1892).

## Історія
Засновниками були переселенці з Карлсберга — поселення німецько-богемських колоністів із-під Радівців Буковинського округу. Зі списку поселенців Карлсберга відомо, що багато з них походили із західної частини колишнього Прахенського повіту (Південна Богемія, де головним містом були сьогоднішні Страконіце). 
Через конфлікти з приводу умов заселення і праці поселенці виселилися з Карлсберга (протокол від 19 і 20 травня 1811 р., начальник складу поповнення, підполковник Буковський зі Штольценбурга). 1811 року вони уклали договір купівлі-продажу землі на території міста Коломия. Кожна з 33 сімей отримувала 4 ярма землі, до чого додавалися ще 4 ярма церковних угідь безкоштовно. Місцевість назвали «Маріягільф». 
З моменту переходу під польську адміністрацію в 1867 році становище поселенців невпинно погіршувалося. З них намагалися витравити їхнє походження і спольщити. Після неабияких переслідувань у Першій світовій війні і після того, як Східна Галичина в 1919 році була силоміць приєднана до новоствореної Польщі, колишні німецькі репатріанти не бачили жодного шансу залишитися. Після вторгнення у Польщу на початку Другої світової війни в 1939 році німецька комісія з переселення спочатку розпорядилася перемістити поселенців у Вартеланд, проте на початку 1945 року вони втекли від наступу радянських військ у район Гіфгорн, де в більшості і осіли.